# جمعية علم النفس الأمريكية

شعار جمعية علم النفس الأمريكية.

جمعية علم النفس الأمريكية (بالإنجليزية: American Psychological Association)‏ هي أكبر جمعية علمية ومهنية للنفسانيين في الولايات المتحدة. وهي كذلك الأكبر على مستوى العالم، إذ تضم 117,500 عضو تتوزع صفاتهم بين عالم ومعلم وطبيب عيادي واستشاري وطالب. الميزانية السنوية للجمعية تبلغ حوالي 115 مليون دولار أمريكي. تشمل الجمعية على 54 قسمًا تغطي اختصاصات فرعية مختلفة في مجالات علم النفس والمواضيع المرتبطة.

## لمحة عامة
لدى جمعية علم النفس الأمريكية فرق عمل تُصدر تصريحات حول سياسة الجمعية تجاه مسائل وقضايا مختلفة تحظى بأهمية اجتماعية، مثل موقف الجمعية بخصوص الجوانب النفسية للإجهاض، وموقف الجمعية من قضايا حقوق الإنسان (مثل رعاية الموقوفين والاتجار بالبشر وحقوق المصابين باضطرابات نفسية)، وموقف الجمعية من اختبار نسبة الذكاء (IQ)، وموقف الجمعية حول قضية علاج المثلية الجنسية (جهود تغيير التوجه الجنسي)، وموقف الجمعية بخصوص الفروق الجنسية بين النساء والرجال.

## الحرب واستخدام التعذيب
نشرت صحيفة نيويورك تايمز عام 2015، تقريرًا مفاده أن مسؤولي الجمعية تعاونوا مع وزارة الدفاع الأمريكية والبيت الأبيض ووكالة المخابرات المركزية لتقديم التبرير القانوني لعمليات التعذيب التي تجريها الولايات المتحدة. نفت الجمعية على لسان متحدثة باسمها أن تكون قد نسقت مع إدارة الرئيس السابق جورج دبليو بوش كيفية تعاملها مع الجدل المثار حول مشاركة أعضائها من النفسانيين في برنامج الاستجواب.

## وصلات خارجية
- جمعية علم النفس الأمريكية على موقع الموسوعة البريطانية (الإنجليزية)
- الموقع الرسمي (بالإنجليزية)